# Damsingel i badminton vid olympiska sommarspelen 1996
Damsingeln i badminton vid olympiska sommarspelen 1996 i Atlanta vanns av Bang Soo-hyun från Sydkorea. 

## Medaljtabell
| Klass         | Guld                | Silver           | Brons              |
| singel, damer | Bang Soo-hyun (KOR) | Mia Audina (INA) | Susi Susanti (INA) |

## Spelare
48 spelare deltog i damernas singelturnering. 

## Turneringen

### Första omgången
| Första rundan                | Första rundan      | Första rundan                   |
| Vinnare                      | Poäng              | Förlorare                       |
| ---------------------------- | ------------------ | ------------------------------- |
| Ye Zhaoying (CHN)            | ()                 | Bye                             |
| Chia Fong Chan (MAS)         | ()                 | Bye                             |
| Margit Borg (SWE)            | (11-6, 11-4)       | Neli Nadjalkova (BUL)           |
| Somharuthai Jaroensiri (THA) | (11-1, 11-2)       | Elsa Nielsen (ICE)              |
| Kim Ji-hyun (KOR)            | ()                 | Bye                             |
| Sandra Dimbour (FRA)         | ()                 | Bye                             |
| Hisako Mizui (JPN)           | (11-2, 11-1)       | Marie-Josephe Jean-Pierre (MRI) |
| Elena Rybkhina (RUS)         | (11-6, 12-11)      | Joanne Muggeridge (GBR)         |
| Camilla Martin (DEN)         | ()                 | Bye                             |
| Rhona Robertson (NZL)        | ()                 | Bye                             |
| Huang Chia-Chi (TPE)         | (11-6, 11-7)       | Ra Kyung-min (KOR)              |
| Denyse Julien (CAN)          | (11-3, 11-0)       | Debra O'Connor (TRI)            |
| Mia Audina (INA)             | ()                 | Bye                             |
| Christine Magnusson (SWE)    | ()                 | Bye                             |
| Kelly Morgan (GBR)           | (11-1, 11-5)       | Yang Song (AUS)                 |
| Zarinah Abdullah (SIN)       | (11-3, 11-10)      | Elena Nosdran (UKR)             |
| Anne Søndergaard (DEN)       | (default)          | Diana Koleva (BUL)              |
| Yuliani Sentosa (INA)        | (6-11, 11-3, 11-1) | Vlada Tcherniavskaia (BLR)      |
| Marina Yakusheva (RUS)       | ()                 | Bye                             |
| Yao Yan (CHN)                | ()                 | Bye                             |
| Santi Wibowo (SUI)           | (11-7, 7-11, 11-3) | Martine de Souza (MRI)          |
| Yasuko Mizui (JPN)           | (11-0, 8-11, 11-7) | Lisa Campbell (AUS)             |
| Obigeli Olorunsola (NGR)     | ()                 | Bye                             |
| Bang Soo-hyun (KOR)          | ()                 | Bye                             |
| Jeng Shwu-Zen (TPE)          | (11-2, 11-6)       | Erika von Heiland (USA)         |
| Pornsawan Plungwech (THA)    | (11-4, 4-11, 11-6) | Catrine Bengtsson (SWE)         |
| Andrea Odor (HUN)            | ()                 | Bye                             |
| Han Jingna (CHN)             | ()                 | Bye                             |
| PVV Lakshimi (IND)           | (11-6, 11-6)       | Anne Gibson (GBR)               |
| Katarzyna Krasowska (POL)    | (11-6, 11-5)       | Amparo Lim (PHI)                |
| Doris Piche (CAN)            | ()                 | Bye                             |
| Susi Susanti (INA)           | ()                 | Bye                             |

### Sextondelsfinaler
| Sextondelsfinaler         | Sextondelsfinaler  | Sextondelsfinaler            |
| Vinnare                   | Poäng              | Förlorare                    |
| ------------------------- | ------------------ | ---------------------------- |
| Ye Zhaoying (CHN)         | (11-4, 11-1)       | Chia Fong Chan (MAS)         |
| Margit Borg (SWE)         | (11-3, 7-11, 11-5) | Somharuthai Jaroensiri (THA) |
| Kim Ji-Hyun (KOR)         | (11-2, 11-3)       | Sandra Dimbour (FRA)         |
| Hisako Mizui (JPN)        | (11-1, 11-8)       | Elena Rybkhina (RUS)         |
| Camilla Martin (DEN)      | (11-2, 11-2)       | Rhona Robertson (NZL)        |
| Huang Chia-Chi (TPE)      | (9-11, 11-5, 11-1) | Denyse Julien (CAN)          |
| Mia Audina (INA)          | (11-6, 11-1)       | Christine Magnusson (SWE)    |
| Kelly Morgan (GBR)        | (12-9, 0-11, 11-3) | Zarinah Abdullah (SIN)       |
| Yuliani Sentoso (INA)     | (11-1, 11-3)       | Anne Søndergaard (DEN)       |
| Yao Yan (CHN)             | (11-4, 11-4)       | Marina Yakusheva (RUS)       |
| Yasuko Mizui (JPN)        | (11-4, 11-6)       | Santi Wibowo (SUI)           |
| Bang Soo-Hyun (KOR)       | (11-0, 11-0)       | Obigeli Olorunsola (NGR)     |
| Pornsawan Plungwech (THA) | (11-5, 11-0)       | Jeng Shwu-Zen (TPE)          |
| Han Jingna (CHN)          | (11-0, 11-1)       | Andrea Odor (HUN)            |
| Katarzyna Krasowska (POL) | (11-5, 11-6)       | PVV Lakshimi (IND)           |
| Susi Susanti (INA)        | (11-1, 11-3)       | Doris Piche (CAN)            |

### Åttondelsfinaler
| Åttondelsfinaler     | Åttondelsfinaler   | Åttondelsfinaler          |
| Vinnare              | Poäng              | Förlorare                 |
| -------------------- | ------------------ | ------------------------- |
| Ye Zhaoying (CHN)    | (11-4, 11-4)       | Margit Borg (SWE)         |
| Kim Ji-Hyun (KOR)    | (11-4, 11-0)       | Hisako Mizui (JPN)        |
| Camilla Martin (DEN) | (12-11, 11-9)      | Huang Chia-Chi (TPE)      |
| Mia Audina (INA)     | (11-2, 4-11, 12-9) | Kelly Morgan (GBR)        |
| Yao Yan (CHN)        | (11-6, 11-5)       | Yuliani Sentoso (INA)     |
| Bang Soo-Hyun (KOR)  | (11-2, 11-3)       | Yasuko Mizui (JPN)        |
| Han Jingna (CHN)     | (11-3, 11-6)       | Pornsawan Plungwech (THA) |
| Susi Susanti (INA)   | (11-4, 11-0)       | Katarzyna Krasowska (POL) |

### Kvartsfinaler
| Kvartsfinaler       | Kvartsfinaler      | Kvartsfinaler        |
| Vinnare             | Poäng              | Förlorare            |
| ------------------- | ------------------ | -------------------- |
| Kim Ji-Hyun (KOR)   | (11-5, 12-11)      | Ye Zhaoying (CHN)    |
| Mia Audina (INA)    | (11-6, 8-11, 11-5) | Camilla Martin (DEN) |
| Bang Soo-Hyun (KOR) | (11-3, 11-2)       | Yao Yan (CHN)        |
| Susi Susanti (INA)  | (3-11, 11-4, 11-8) | Han Jingna (CHN)     |

### Semifinaler
| Semifinaler         | Semifinaler        | Semifinaler        |
| Vinnare             | Poäng              | Förlorare          |
| ------------------- | ------------------ | ------------------ |
| Mia Audina (INA)    | (11-6, 9-11, 11-1) | Kim Ji-Hyun (KOR)  |
| Bang Soo-Hyun (KOR) | (11-9, 11-8)       | Susi Susanti (INA) |

### Bronsmatch
| Bronsmatch         | Bronsmatch   | Bronsmatch        |
| Vinnare            | Poäng        | Förlorare         |
| ------------------ | ------------ | ----------------- |
| Susi Susanti (INA) | (11-4, 11-1) | Kim Ji-Hyun (KOR) |

### Final
| Final               | Final        | Final            |
| Vinnare             | Poäng        | Förlorare        |
| ------------------- | ------------ | ---------------- |
| Bang Soo-Hyun (KOR) | (11-6, 11-7) | Mia Audina (INA) |